# Francesco Casagrande
Francesco Casagrande (Florència, 14 de setembre del 1970) és un ciclista italià que fou professional entre 1993 i 2005. En el seu palmarès destaca una etapa al Giro d'Itàlia, dues edicions de la Clàssica de Sant Sebastià, una Fletxa Valona i diverses curses d'una setmana.

## Biografia
Casagrande passà a professionals el 1993 després d'haver guanyat el Baby Giro el 1991. Al seu segon any de professional es revelà com un escalador de qualitat, amb victòries a les semiclàssiques Milà-Torí, el Giro dell'Emilia i el Giro de la Toscana. Les seves primeres grans victòries arribaren el 1996, emportant-se les generals de la Tirrena-Adriàtica i la Volta al País Basc. Un any més tard guanyà el Tour de Romandia i fou sisè al Tour de França, la millor classificació que hi aconseguí. El Giro d'Itàlia li fou més favorable i hi combatí regularment per la victòria, un resultat que no aconseguí mai. La seva segona plaça l'any 2000 fou la vegada que més s'hi acostà, quan perdé la maglia rosa el penúltim dia a mans de Stefano Garzelli.
Casagrande també guanyà la Volta a Suïssa el 1999, dues vegades la Clàssica de Sant Sebastià (1998 i 1999), la Fletxa Valona el 2000, i diverses curses més petites. El 2000 ocupà durant un any el primer lloc de la Classificació UCI. Casagrande fou sancionat diverses vegades per dopatge. Fou expulsat del Giro d'Itàlia del 2002 després d'un incident amb un altre corredor. Quan el seu equip Naturino-Sapore di Mare no fou elegit per córrer el Giro del 2005, Casagrande decidí sobtadament posar punt final a la seva carrera.

## Palmarès
- 1991
  - 1r al Baby Giro
- 1993
  - Vencedor d'una etapa del Giro di Puglia
- 1994
  - 1r a la Milà-Torí
  - 1r al Giro dell'Emilia
  - 1r al Giro de Toscana
  - 1r al Gran Premi de la indústria i l'artesanat de Larciano
  - 1r a la Florència-Pistoia
  - 1r al Memorial Gastone Nencini
  - Vencedor d'una prova del Trofeo dello Scalatore
- 1995
  - 1r al Giro dels Apenins
  - 1r a la Coppa Placci
  - 1r a la Florència-Pistoia
  - 1r al Memorial Gastone Nencini
  - Vencedor d'una etapa del Giro de Calàbria
- 1996
  - 1r a la Tirrena-Adriàtica
  - 1r a la Volta a Euskadi i vencedor de 2 etapes
  - Vencedor d'una etapa del Giro di Puglia
- 1997
  - 1r al Giro di Romagna
  - Vencedor d'una prova del Trofeo dello Scalatore
- 1998
  - 1r a la Clàssica de Sant Sebastià
  - 1r al Trofeo Matteotti
  - 1r al Critèrium dels Abruzzos
  - Vencedor d'una etapa del Tour del Mediterrani
- 1999
  - 1r a la Clàssica de Sant Sebastià
  - 1r a la Volta a Suïssa i vencedor d'una etapa
  - 1r al Trofeo Matteotti
- 2000
  - 1r a la Fletxa Valona
  - 1r a la Pujada a Urkiola
  - 1r a la Coppa Placci
  - Vencedor d'una etapa al Giro d'Itàlia i  1r del Gran Premi de la Muntanya
- 2001
  - 1r al Giro del Trentino i vencedor d'una etapa
  - 1r a la Coppa Agostoni
  - 1r al Trofeo Melinda
  - Vencedor d'una etapa de la Ruta del Sud
- 2002
  - 1r al Giro del Trentino i vencedor d'una etapa
  - 1r a la Settimana Internazionale di Coppi e Bartali
  - Vencedor d'una etapa de la Volta a Suïssa
- 2003
  - 1r a la Coppa Agostoni
  - 1r al Trofeo Melinda
  - Vencedor de 2 etapes de la Volta a Suïssa
  - Vencedor d'una etapa de la Bicicleta Basca

### Resultats al Tour de França
- 1997. 6è de la classificació general
- 1998. Abandona (9a etapa)
- 2001. Abandona (4a etapa)

### Resultats al Giro d'Itàlia
- 1993. 40è de la classificació general
- 1994. 22è de la classificació general
- 1995. 10è de la classificació general
- 1996. 31è de la classificació general
- 2000. 2n de la classificació general. Vencedor d'una etapa.  1r del Gran Premi de la Muntanya
- 2001. Abandona (2a etapa)
- 2002. Desqualificat (15a etapa)
- 2004. Abandona (18a etapa)

### Resultats a la Volta a Espanya
- 1996. Abandona (11a etapa)
- 2002. 7è de la classificació general
- 2004. Abandona (1a etapa)